# Jolene Watanabe
Jolene Watanabe (Los Angeles, 31 augustus 1968 – Hilton Head Island, 22 juni 2019) was een tennisspeelster uit de Verenigde Staten van Amerika.

## Loopbaan
Watanabe begon op vijfjarige leeftijd met tennis.
In 1993 speelde ze op het US Open haar eerste grandslamtoernooi. In 1995 kwam ze tot de derde ronde van Roland Garros, wat haar beste grandslamresultaat was.
Na haar profcarrière werd ze tenniscoach bij Smith Stearns. Ze overleed in 2019 op 50-jarige leeftijd aan de gevolgen van kanker aan de blindedarm. Zij was gehuwd met Sylvain Elie.

## Resultaten grandslamtoernooien
| Legenda | Legenda                          |
| ------- | -------------------------------- |
| g.t.    | geen toernooi gehouden           |
| l.c.    | lagere categorie                 |
| –       | niet deelgenomen                 |
| G       | uitgeschakeld in de groepsfase   |
| 1R      | uitgeschakeld in de eerste ronde |
| 2R      | uitgeschakeld in de tweede ronde |
| 3R      | uitgeschakeld in de derde ronde  |
| 4R      | uitgeschakeld in de vierde ronde |
| KF      | uitgeschakeld in de kwartfinale  |
| HF      | uitgeschakeld in de halve finale |
| F       | de finale verloren               |
| W       | het toernooi gewonnen            |
| w-v     | winst/verlies-balans             |

### Enkelspel
| toernooi        | 1993 | 1994 | 1995 | 1996 | 1997 | 1998 | 1999 | 2000 |
| --------------- | ---- | ---- | ---- | ---- | ---- | ---- | ---- | ---- |
| Australian Open | –    | 1R   | 1R   | 2R   | 2R   | 1R   | –    | 1R   |
| Roland Garros   | –    | –    | 3R   | 1R   | 1R   | –    | 1R   | –    |
| Wimbledon       | –    | 2R   | 1R   | 2R   | 1R   | –    | 1R   | –    |
| US Open         | 1R   | 1R   | 2R   | 1R   | 1R   | –    | –    | –    |

### Vrouwendubbelspel
| toernooi        | 1996 |
| --------------- | ---- |
| Australian Open | 1R   |
| Roland Garros   | –    |
| Wimbledon       | –    |
| US Open         | –    |